# بوربریک
بوربریک (به فرانسوی: Bourbriac) یک کمون در فرانسه است که در کوت-دارمور واقع شده‌است. بوربریک ۷۱٫۸۶ کیلومتر مربع مساحت دارد.